# 林澄光
林澄光（1973年9月28日—），祖籍廣東潮州，香港飲食節目主持，曾有「少年食神」之稱。

## 簡歷
林澄光父親開設建築工程公司，早期居於慈雲山慈正邨，1980年遷居何文田，畢業於天主教領島學校，1986年至1991年在陳瑞祺（喇沙）書院就讀中學。
林澄光畢業後曾擔任銷售工作，其後接手其父親的建築生意。2000年，林澄光取得日本復古光岡汽車的香港代理權、至2006年結業，虧蝕2000萬港元。
2002年起，他開始爲報章撰寫飲食專欄，2007年，在攝影師Sunny Lau介紹下認識電台節目主持人森美、小儀，並在商業電台主持飲食節目，森美為他改名「少年食神」。他亦曾任電視節目《名人飯堂》、《大廚出馬》及電台節目《精華遊花園》講飲食文化，及雜誌飲食專欄作家。他亦曾為泰國旅遊局前往泰國採訪。2010年11月至12月，51歲的時候為無綫電視主持飲食節目《為食一條街》。

## 著作
- 《曼煮泰菜》ISBN 9789881862228
- 《祕．台灣隱世美食遊》ISBN 4895094041024

## 節目主持
- 為食一條街
- 吃貨橫掃曼谷

## 曾推介美食
- 菠蘿包、叉燒飯、凍奶茶、泰國菜、意大利料理。

## 資料來源
1. ↑  . skypost.hk.   [2025-01-03] （中文）.
2. ↑  . Yahoo News. 2023-03-01  [2025-01-03]. （原始内容存档于2024-05-27） （中文（香港））.
3. ↑  洪曉璇. . 香港01. 2023-02-23  [2025-01-03]. （原始内容存档于2023-02-23） （中文（香港））.
4. ↑  . www.sohu.com.   [2025-01-03].
5. 1 2  . hd.stheadline.com.   [2025-01-03].
6. ↑  . 蘋果日報. 2010-12-29  [2018-09-26]. （原始内容存档于2018-09-27）.
7. ↑  . Yahoo 娛樂圈. 2023-03-01  [2024-05-28]. （原始内容存档于2024-05-27）.
8. 1 2 3  一分食神 林澄光 壹周刊，第1081期

- PACO: Michael Lam（页面存档备份，存于）